# Mikronegeria
Mikronegeria is een geslacht van schimmels behorend tot de familie Mikronegeriaceae. Het typesoort is Mikronegeria fagi.

## Soorten
Volgens Index Fungorum telt het geslacht drie soorten (peildatum maart 2023):
| Soortnaam             | Auteur(s)                  | Publicatiejaar |
| --------------------- | -------------------------- | -------------- |
| Mikronegeria alba     | Oehrens & R.S.Peterson     | 1978           |
| Mikronegeria fagi     | Dietel & Neger             | 1899           |
| Mikronegeria fuchsiae | P.E. Crane & R.S. Peterson | 2007           |